# Пасивне компоненте
Пасивне компоненте електронских уређаја су компоненте које не могу активно да утичу на промену електричне струје - сигнала у оквиру електричног кола. Ове компоненте не могу да производе електричну енергију, односно не могу да појачају сигнал. Компоненте које нису пасивне се називају активне компоненте.

## Пасивне компоненте
- отпорнике
- потенциометре
- кондензаторе
- индуктивности
- пригушнице
- трансформаторе
- конекторе
- тастере
- прекидаче
- преклопнике
- штампане плоче
- осигураче
- одводнике пренапона